# Фундаментальна матриця (лінійні диференціальні рівняння)
Фундаментальна матриця системи n однорідних звичайних диференціальних рівнянь
{\displaystyle {\dot {\mathbf {x} }}(t)=A(t)\mathbf {x} (t)}
це матрична функція {\displaystyle \Psi (t)} чиї стовпчики є лінійно незалежними розв'язками системи.
Тоді загальний розв'язок системи можна записати як {\displaystyle \mathbf {x} =\Psi (t)\mathbf {c} }, де {\displaystyle \mathbf {c} } вектор сталих.
Матрична функція {\displaystyle \Psi } є фундаментальною матрицею для {\displaystyle {\dot {\mathbf {x} }}(t)=A(t)\mathbf {x} (t)} тоді і тільки тоді, коли
1. {\displaystyle {\dot {\Psi }}(t)=A(t)\Psi (t)} і
2. {\displaystyle \Psi } несингулярна для всіх {\displaystyle t}.[1]

## Нормалізована фундаментальна матриця
Унікальна матриця {\displaystyle {\tilde {\Psi _{t_{0}}(t)}}}, що задовольняє умові
{\displaystyle {\tilde {\Psi }}_{t_{0}}^{'}=A{\tilde {\Psi }}_{t_{0}},\ \ {\tilde {\Psi }}_{t_{0}}^{'}(t_{0})=\mathrm {I} }
називається нормалізована фундаментальна матриця в {\displaystyle t_{0}} для {\displaystyle A.}
Оскільки змінна {\displaystyle t} зазвичай позначає час, то зручно нормалізувати в точці {\displaystyle t_{0}=0,} що дозволяє швидко знайти розв'язок для задача Коші із заданими в нульовий час умовами. Так якщо {\displaystyle \mathbf {x} (0)=\mathbf {x} _{0},} то розв'язком буде {\displaystyle {\tilde {\Psi }}_{0}\mathbf {x} _{0}.}
Обчислити матрицю можна так {\displaystyle {\tilde {\Psi }}_{t_{0}}(t)=\Psi (t)\ \Psi (t_{0})^{-1}.}